# Allyl

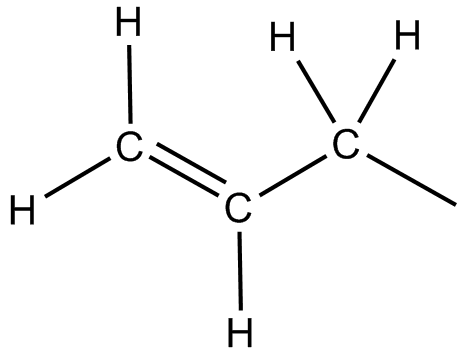
Allyl

Nhóm anlyl là một nhóm anken hydrocarbon với công thức H2C=CH-CH2-. Nó có thể coi như một nhóm vinyl, CH2=CH-, gắn với mêtylen -CH2. Ví dụ rượu anlyl có cấu trúc H2C=CH-CH2OH. Các hợp chất chứa nhóm anlyl thông thường được nói đến như là các hợp chất anlyl.
Vị trí của nguyên tử cacbon bão hòa, trong đó nhóm anlyl được gắn vào (trong trường hợp này, nguyên tử cacbon bên cạnh nhóm OH trong rượu anlyl) được gọi là vị trí anlyl. Nhóm, chẳng hạn -OH, được gắn tại vị trí anlyl đôi khi được mô tả như là anlyl. Hai ví dụ đơn giản nhất về các hợp chất anlyl là anlyl chloride và rượu anlyl.
Các sự thay thế cho nhóm nói trên, chẳng hạn trans-but-2-en-1-yl hay nhóm crôtyl (CH3CH=CH-CH2-) cũng có thể coi như là các nhóm anlyl.
Các nhóm mêtylen anlyl có phản ứng đặc biệt chẳng hạn như trong các phản ứng oxy hóa anlyl, phản ứng -en và ankyl hóa anlyl bất đối xứng Trost.